# آرتور داوسون (زاده ۱۹۰۷)
آرتور داوسون (انگلیسی: Arthur Dawson؛ ۲۲ آوریل ۱۹۰۷ – April 1985 (aged 77–78)) بازیکن فوتبال اهل بریتانیا بود.
از باشگاه‌هایی که در آن بازی کرده‌است می‌توان به باشگاه فوتبال نلسون، باشگاه فوتبال برنلی، و باشگاه فوتبال لانکستر اشاره کرد.